# Georgios Diamantis
Georgios Diamantis (in greco Γεώργιος Διαμαντής?; fl. XIX secolo) è stato un tiratore a segno greco.

## Carriera
Partecipò al tiro a segno delle prime Olimpiadi moderne che si svolsero ad Atene. Prese parte alla competizione della carabina libera, senza ottenere risultati di livello, mentre nella carabina militare ottenne 1.456 punti, classificandosi al settimo posto.